# Micronycteris yatesi
Micronycteris yatesi (Siles, Brooks, Aranibar, Tarifa, Vargas, Rojas & Baker, 2013) è un pipistrello della famiglia dei Fillostomidi endemico della Bolivia.

## Descrizione

### Dimensioni
Pipistrello di piccole dimensioni, con la lunghezza totale tra 48,5 e 60,08 mm, la lunghezza dell'avambraccio tra 36,5 e 36,7 mm, la lunghezza della coda tra 7 e 9,17 mm, la lunghezza del piede tra 11,4 e 11,71 mm, la lunghezza delle orecchie tra 15,64 e 18,27 mm.

### Aspetto
La pelliccia è lunga. Le parti dorsali variano dal bruno-olivastro al fulvo con la base dei peli bianca, mentre le parti ventrali sono bianche con dei riflessi giallo-brunastri chiari sull'addome. Il muso è allungato, la foglia nasale è ben sviluppata, lanceolata e con la porzione anteriore saldata al labbro superiore soltanto alla base, mentre sul labbro inferiore è presente un cuscinetto carnoso a forma di V. Le orecchie sono grandi, ovali e unite sulla testa da una membrana ben sviluppata con un profondo incavo centrale. Il trago è corto, triangolare e con un piccolo incavo alla base del margine posteriore. Le ali sono attaccate posteriormente sulle caviglie. I piedi sono ricoperti di peli. La coda è lunga e fuoriesce dall'uropatagio a circa metà della sua lunghezza. Il calcar è più corto del piede.

## Biologia

### Alimentazione
Si nutre di insetti.

## Distribuzione e habitat
Questa specie è conosciuta in tre località della Bolivia centrale ed orientale.
Vive nelle foreste secche, cerrado e yungas tra 220 e 1.800 metri di altitudine.

## Conservazione
Questa specie, essendo stata scoperta solo recentemente, non è stata sottoposta ancora a nessun criterio di conservazione.